# Brittany Hrynko
Brittany Hrynko (Filadelfia, 24 aprile 1993) è un'ex cestista statunitense, professionista nella WNBA.

## Carriera
È stata selezionata dalle Connecticut Sun al secondo giro del Draft WNBA 2015 (19ª scelta assoluta).